# Ибрагимов, Мустафа Абдиевич
Мустафа Абдиевич Ибрагимов (7 августа 1943, Аймаумахи, Сергокалинский район, ДАССР, РСФСР, СССР) — советский и российский актёр и режиссёр театра и кино, сценарист, кинопродюсер, художественный руководитель Даргинского государственного  драматического театра им. Омарла Батырая. Заслуженный деятель искусств Российской Федерации (2000) и Республики Дагестан (1992), Заслуженный артист Республики Ингушетия (2013). Лауреат Государственной премии ДАССР им Гамзата Цадасы (1983).  

## Биография
Родился 7 августа 1943 года в с. Буцрамахи Аймаумахинского сельсовета Сергокалинского района ДАССР. По национальности – даргинец.
Окончил Урахинскую среднюю школу, далее в 1969 году Ленинградский государственный институт культуры им Н. Крупской.
В 1977 году окончил Ленинградский государственный институт театра, музыки и кинематографии, дипломный спектакль ставил по пьесам «Провинциальные анекдоты» («Два анекдота») Вампилова.
С 1972 по 1977 г.г – работал преподавателем даргинской студии ЛГИТМиКа.
С 1977 года – работает в Московском Художественном Академическом Театре им. А.П.Чехова, в Ленинградском Большом драматическом театре им.М.Горького, играет разные роли в спектаклях.
В 1988 году назначен главным режиссёром Даргинского театра им Омарла Батырая.
Поставил ряд спектаклей на поэмы и пьесы советских, российских, зарубежных и дагестанских авторов:
- «Белый сайгак», «Гончарный круг», «Горцы на досуге» и «Пора красных яблок» Ахмедхана Абу-Бакара
- «Должность» Акрама Айлисли
- «Долина шахов» Б. Алибекова и Р. Чаракова
- «Закон вечности» Нодара Думбадзе
- «Мать изменника» Х. Арсланбекова
- «Момент истины» Рустама Ибрагимбекова
- «Наследники Рабурдена» Эмиля Золя
- «Находчивый Таймаз» А. Абдулгапурова
- «Пламя любви» Омарлы Батырая
- «По скользкой тропе» Р. Ибрагимовой
- «Поединок» Оразбека Бодыкова
- «Разбитый кувшин» Генриха фон Клейста
- «Святой и грешный» Михаила Ворфоломеева
- «Тайна озера Шайтан» Б. Джумакаева
- «Экзамен» А. Чхеидзе Расула Гамзатова, Хабиба Алиева, Сарат Алиевой, Уиляьма Шекспира и др.

Подготовил ряд высококвалифицированных кадров для театров Республики Дагестан.
Является руководителем Дагестанской режиссёрской гильдии, Членом Совета при Главе РД по молодёжной политике, культуре и образованию.
В 1983 году Указом Президиума Верховного Совета ДАССР удостоен Республиканской премии им. Гамзата Цадасы.
В 1992 г. Указом Верховного Совета РД присвоено почётное звание: «Заслуженный деятель искусств Республики Дагестан», в 2000 г. Указом Президента РФ присвоено почётное звание: «Заслуженный деятель искусств Российской Федерации» и в 2010 г. Указом Президента Республики Ингушетия присвоено почётное звание: «Заслуженный артист Республики Ингушетия»
Указом Главы РД в 2019 году награждён медалью «За доблестный труд». Имеет ряд общественных наград, Почётные грамоты Минкульта РД, Минкульта ЧР, РИ, КБР, Союза театральных деятелей РФ и др.
В настоящее время является Художественным руководителем Даргинского театра им. Омарла Батырая

## Фильмография
- Шамиль (1992)
- Анна Карамазофф (1991)
- Тайна рукописного Корана (1991)